# Agriocnemis pieris
Agriocnemis pieris Laidlaw, 1919 è una libellula della famiglia Coenagrionidae, endemica dell'India.